# Мирково (община)
Мирково (болг. Община Мирково) — община в Болгарии. Входит в состав Софийской области. Население составляет 2076 человек (на 21.07.05 г.).

## Состав общины
В состав общины входят следующие населённые пункты:
1. Бенковски
2. Брестака
3. Буново
4. Каменица
5. Мирково
6. Смолско
7. Хвырчил